# Miheil Saakašvili
Miheil Saakašvili (gruzinsko: მიხეილ სააკაშვილი; ukr.: Мiхeiл Ніколозович Саакашвілі), gruzijski in ukrajinski politik in pravnik, * 21. december 1967, Tbilisi.
Bil je tretji predsednik Gruzije v dveh zaporednih mandatih od 25. januarja 2004 do 17. novembra 2013. Od maja 2015 do novembra 2016 je bil guverner ukrajinske oblasti Odesa. Je ustanovitelj in nekdanji predsednik stranke Združeno narodno gibanje. Od 7. maja 2020 vodi izvršni odbor ukrajinskega Nacionalnega sveta za reforme.

## Mladost in izobraževanje
Miheil Saakašvili izhaja iz družine izobražencev, po materini in očetovi strani. Mali Miheil je kot otrok in mladostnik živel pri materi (univerzitetna profesorica zgodovine) po odhodu očeta (zdravnik) iz družine. Pri vzgoji je pomagala širša družina. Osnovno in srednjo izobrazbo je pridobil v rodnem Tbilisiju; bil je zlati maturant. Univerzitetno diplomo iz mednarodnega prava je pridobil na Univerzi Tarasa Ševčenka v Kijevu leta 1992; že v neodvisni Ukrajini. Med študijem je bil znanec in prijatelj kasnejšega predsednika Ukrajine, Petra Porošenka. Po diplomi je pridobival mednarodne delovne izkušnje na področju zaščite človekovih pravic v Strasbourgu v Oslu in krtek čas v rodni Gruziji v času nemirov po osamosvojitvi. S pomočjo štipendije je opravil študij za pridobitev podiplomske izobrazbe (LL.M.) na ugledni pravni fakulteti Univerze Columbia (New  York, ZDA), leta  1994. Pravno prakso je opravljal pri Organizaciji združenih narodov in pri neki newyorški pravni pisarni.

## Politika
Kot perspektivnega pravnika-politika so ga leta 1995 pritegnili v burno gruzijsko politiko. Že na volitvah 1995 je bil izvoljen za poslanca v parlament, na listi stranke tedanjega predsednika Ševardnadzeja. V parlamentu je predsedoval odboru, ki je bil pristojen med drugim za ustvarjanje neodvisnega sodstva in nepolitične policije. Leta 2000 je bil imenovan za podpredsednika Parlamentarne skupščine sveta Evrope. Istega leta je postal minister za zakonodajo (in javno upravo) v vladi predsednika Ševardnadzeja.
Leta 2001 je odstopil kot minister in iz stranke, češ da ni imel zadostne možnosti za boj s korupcijo v politiki in pravosodnih organih. V tem času je postal drugi najbolj priljubljeni politik v Gruziji, za predsednikom Ševardnadzejem. Ustanovil je svojo stranko (Združeno narodno gibanje), desnosredinsko, poudarjeno nacionaistično stranko. Na parlamentarnih volitvah leta 2003 je Saakašvilijeva stranka dosegla tretje mesto. Ob sumu volilne goljufije je po volitvah prišlo do množičnih nemirov, med katerimi je predsednik Ševardnadze odstopil (Revolucija vrtnic). Januarja 2004 je na izrednih predsedniških volitvah z izjemnimi 96% glasov zmagal Saakašvili. 

### Predsednik Gruzije
Politična premoč, ki jo je Saakašvili pridobil v letih pred in z izvolitvijo mu je omogočila začetek korenitih reform. Na simbolni ravni je bila prva zamenjava zastave, druge simbolne poteze pa so bile prošnja za sprejem v EU ter vzajemna podpora "oranžni revoluciji" v Ukrajini. Parlament je leta 2007 na predlog Saakašvilija potrdil željo, da se Gruzija vključi v zvezo NATO. V notranji politiki je Saakašvili dosegel zaznavne uspehe v boju s korupcijo, tako v pravosodnih organih (zlasti policiji) kot pri uradništvu. Policiji je dal velika pooblastila, kar pa je privedlo do nekaterih zlorab (mučenje osumljencev, veliko povečanje zapornikov). Reformiral je zdravstvo in šolstvo. Skoraj vse zdravstvene ustanove so privatizirali, večini prebivalcev pa zagotovili subvencionirano zdravstveno zavarovanje. Kakovost zdravstvenih storitev se je zvišala, vendar so nekateri prebivalci ostali brez zadostnega zavarovalnega kritja. V šolstvu je Saakašvilijeva oblast uspela odpraviti korupcijo (na primer kupovanje mest na univerzah); manj uspešni pa so bili pri izboljšavi osnovnega in srednjega izobraževanja. 
Na gospodarskem področju je bila uspešna davčna reforma, pri kateri so se podjetniški davki znižali, a se je zaradi boljšega pobiranja priliv v proračun v treh letih povečali za 300%. Zmanjšal je pretirano administriranje v gospodarstvu, ki je slabšalo poslovno klimo in bilo povezano s korupcijskim tveganjem. Gospodarstvo je napredovalo kljub vojaškim grožnjam (odcepljena pokrajina Abhazija, separatizem v Adžariji in Južni Osetiji), ki so vrh dosegle z rusko-gruzinsko vojno avgusta 2008. 
Saakašvili je bil drugič izvoljen za predsednika Gruzije januarja 2008, vendar tokrat z manjšo podporo. Zaradi izgubljene rusko-gruzinske vojne, izgube ozemlja Južne Osetije ter gospodarskih sankcij iz strani Rusije je Saakašvili med ljudmi postal izredno nepriljubljen, kar je pripeljalo do številnih nasilnih demonstracij in celo upora v vojski. Na parlamentarnih volitvah oktobra 2012 je Saakašvilijeva stranka izgubila večino. Kmalu po izgubljenih volitvah je Saakašvili odpotoval v Združene države Amerike, kjer je predaval na univerzi Tufts, Medford, Massachusetts.
Oktobra 2021 je bil Miheil Saakašvili aretiran, potem ko se je nezakonito vrnil v svojo državo, potem ko je bil v izgnanstvu zunaj Gruzije od leta 2013. Gesta, ki jo je pojasnil s svojo pripravljenostjo, da se bori skupaj s svojimi rojaki v državi.